# Pauri
Pauri è una città dell'India di 24.742 abitanti, capoluogo del distretto di Pauri Garhwal e della divisione del Garhwal, nello stato federato dell'Uttarakhand. In base al numero di abitanti la città rientra nella classe III (da 20.000 a 49.999 persone).

## Geografia fisica
La città è situata a 30° 8' 60 N e 78° 46' 60 E e ha un'altitudine di 1.378 m s.l.m..

## Società

### Evoluzione demografica
Al censimento del 2001 la popolazione di Pauri assommava a 24.742 persone, delle quali 13.235 maschi e 11.507 femmine. I bambini di età inferiore o uguale ai sei anni assommavano a 2.883, dei quali 1.580 maschi e 1.303 femmine. Infine, coloro che erano in grado di saper almeno leggere e scrivere erano 19.795, dei quali 11.099 maschi e 8.696 femmine.